# Журавель (притока Витхли)
Жураве́ль  — річка в Україні у Хмільницькому районі Вінницької області. Права притока річки Витхли (басейн Південного Бугу).

## Опис
Довжина річки 12 км, площа басейну водозбору 133 км, найкоротша відстань між витоком і гирлом — 10,06  км, коефіцієнт звивистості річки — 1,19 . Формується притокою, багатьма безіменними струмками та загатами.

## Розташування
Бере початок на західній стороні від села Листопадівки. Тече переважно на південний захід через село Червоний Степ і в селі Великий Острожок впадає в річку Витхлу, ліву притоку Сниводи.

## Цікаві факти
- У селі Великий Острожок річку перетинає автошлях Т 0238[2] (автомобільний шлях територіального значення у Вінницькій області. Пролягає територією Козятинського та Хмільницького районів через Махнівка—Уланів).